# Oxystigma (plante)
Genre
Classification phylogénétique
Oxystigma est un genre de plantes à fleurs dicotylédones de la famille des Fabaceae, sous-famille des Caesalpinioideae, originaire d'Afrique, qui compte cinq espèces acceptées.

## Liste d'espèces
Selon The Plant List (6 octobre 2018) :
- Oxystigma buchholzii Harms
- Oxystigma gilbertii J.Leonard
- Oxystigma mannii (Baill.) Harms
- Oxystigma msoo Harms
- Oxystigma oxyphyllum (Harms) Leonard